# Нзіма (мова)
Нзема — мова, що належить до нігеро-конголезької макросімʼї, сімʼї ква. Поширена в Гані (Західна область) та Кот-дʼІвуарі (район Комое та столиця Абіджан)>.

## Писемність
Латинська абетка для мови нзема була введена у 1965 році. Показано лише ті букви, звукове значення яких відрізняється від букв французького алфавіту.
| Ɛ ɛ | Ɔ ɔ | U u | Dw dw | Gy gy | H h | Hw hw | Hy hy | Kw kw | Ky ky | Nw nw | Ny ny | Tw tw |
| --- | --- | --- | ----- | ----- | --- | ----- | ----- | ----- | ----- | ----- | ----- | ----- |

## Додаткові джерела і посилання
- Вибрані аяти Корану мовою нзема (латинське письмо). / Translation of the selectet verses of the Holy Quran (Nzema version).
- Частина Книги Буття мовою нзема (латинське письмо).
- Сорок хадісів ан-Нававі (мова нзема). / Hadith abulanla an-Nawawĩʼs.
- Мова нзема на сайті Ethnologue: Nzema. A language of Ghana (англ.)
- Мова нзема на сайті Glottolog 3.0: Language: Nzima [Архівовано 4 жовтня 2017 у Wayback Machine.] (англ.)